# Microplitis variicolor
Microplitis variicolor är en stekelart som beskrevs av Vladimir Ivanovich Tobias 1964. Microplitis variicolor ingår i släktet Microplitis och familjen bracksteklar. Inga underarter finns listade i Catalogue of Life.